# وایت و کیس
وایت و کیس (به انگلیسی: White & Case) یک شرکت حقوقی چندملیتی است که در سال ۱۹۰۱ تأسیس شد و مرکز آن در نیویورک است. این شرکت بیش از ۱٬۹۰۰ وکیل دارد و درآمد آن در سال مالی ۲۰۱۲ بالغ بر ۱٫۳۸ میلیارد دلار بوده‌است.

## دفاتر
این شرکت ۴۰ دفتر در کشورهای مختلف جهان دارد:
| - ابوظبی - آلماآتی - آنکارا - پکن - برلین - براتیسلاوا - بروکسل - بخارست - بوداپست - دوحه - دوسلدورف - فرانکفورت - ژنو - هامبورگ - هلسینکی - هنگ کنگ - استانبول - جاکارتا - ژوهانسبورگ - لندن | - لس آنجلس - مادرید - مکزیکو سیتی - میامی - میلان - مونتری - مسکو - مونیخ - نیویورک - پاریس - پراگ - ریاض - سائوپائولو - شانگهای - دره سیلیکون - سنگاپور - استکهلم - توکیو - ورشو - واشینگتن، دی سی |